# كورت يوليوس غولدستن
كورت يوليوس غولدستن (بالألمانية: Kurt Goldstein) (و. 1914 – 2007 م) هو صحفي، وكاتب من ألمانيا، وألمانيا الشرقية، شارك في الانتخابات الرئاسية الألمانية 1949، توفي في برلين، عن عمر يناهز 93 عاماً.

## الخدمة العسكرية
خدم في الألوية الدولية.

## جوائز
حصل على جوائز منها:
- نيشان استحقاق صليب الضباط لجمهورية ألمانيا الاتحادية (2005)
- نيشان كارل ماركس